# Gal-Klasse
Die Gal-Klasse (hebräisch גַּל gal, deutsch ‚Welle, Woge‘) besteht aus dieselelektrischen U-Booten, die von den Vickers Shipbuilding and Engineering Ltd in Barrow-in-Furness (England) für die israelische Marine auf Basis der deutschen U-Boot-Klasse 206 gebaut wurden. Sie werden auch als Typ 540 bezeichnet.

## Geschichte
Die Gal-Klasse ist die erste U-Boot-Klasse, die speziell für die Israelische Marine gebaut wurde. Bis dahin hatte Israel nur modernisierte Boote mit dem Design von vor und während des Zweiten Weltkrieges.
Seit ihrer Indienststellung in den 1970er Jahren wurden die Boote immer wieder verbessert, um auf dem neuesten technischen Stand  zu sein. Wie die Klasse 206, auf der sie basieren, sind sie primär für die Bekämpfung gegnerischer Fahrzeuge im küstennahen Raum konzipierte, wendige und zuverlässige Schiffe. Zum Schutz vor Minen und Entdeckung durch Magnetanomaliedetektoren ist ihre Hülle aus nichtmagnetischem Stahl gefertigt.
Sie wurden mehrfach modernisiert und mit Flugkörpern des Typs SUB HARPOON ausgerüstet. Ebenso konnten über die Torpedorohre Kampfschwimmer für Spezialeinsätze abgesetzt und aufgenommen werden. Alle Boote dieser Klasse sowie der nachfolgenden Dolphin-Klasse erhielten einen grünen Anstrich, welcher eine optimale Tarnung im Mittelmeer darstellt.
Nach Einführung der Dolphin-Klasse wurden sie zunächst der Reserve zugeordnet; dann aber wurde ein Schiff abgewrackt, während die zwei verbleibenden Einheiten zum Zweck der Weiterveräußerung bei den Howaldtswerken gründlich modernisiert werden sollten.
Am 11. Oktober 2007 wurde die Gal nach Haifa ins dortige Schifffahrtsmuseum der Marine transportiert und ist für die Öffentlichkeit zugänglich. Backbords wurden zwei Türen eingefügt, um den Zugang ins Innere zu erleichtern. Die Umbauten zum Museumsschiff wurden bei den Kieler Howaldtswerken durchgeführt. Über den Verbleib der dritten Einheit ist nichts bekannt.

## Einheiten
| Name  | Kiellegung       | Stapellauf | Indienststellung | Einheit               | Außerdienststellung | Verbleib                                     |
| ----- | ---------------- | ---------- | ---------------- | --------------------- | ------------------- | -------------------------------------------- |
| Gal   | 2. Dezember 1975 | ?          | Dezember 1976    | 7. Flottille in Haifa | 2000                | Museum in Haifa                              |
| Tanin | ?                | ?          | Juni 1977        | 7. Flottille in Haifa | 2002                | 2011 in Frederikshavn, Dänemark verschrottet |
| Rahav | ?                | ?          | Dezember 1977    | 7. Flottille in Haifa | 1997                | verschrottet                                 |

Die letzten beiden Einheiten wurden nach zwei Ungeheuern benannt, die in Vers 51, 9 aus dem Buch Jesaja geschildert werden: Warst du es nicht, der die Rahab zerhieb und den Drachen durchbohrte? (Drache = hebräisch תַּנִּין tannin). Diese Namen waren auch bereits für zwei Subtle-Klasse-Schiffe verwendet worden.

## Bilder

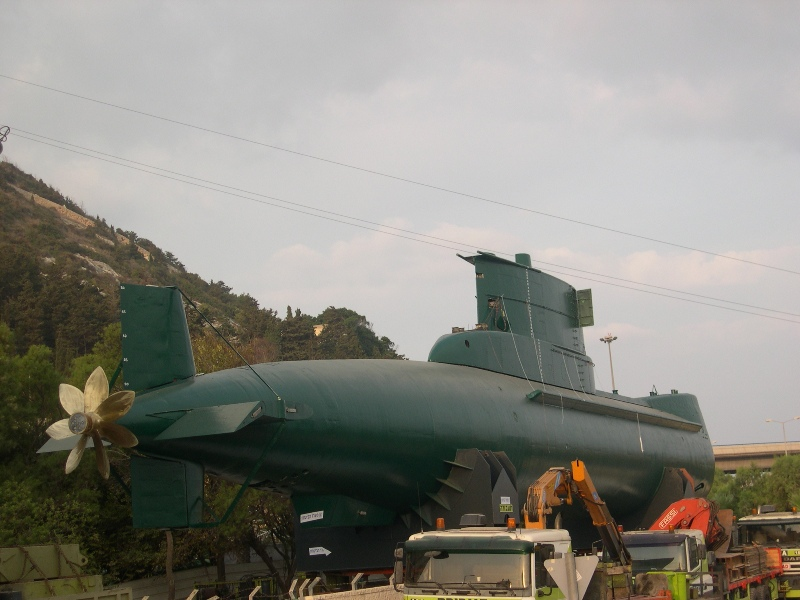
Details des Hecks von Gal
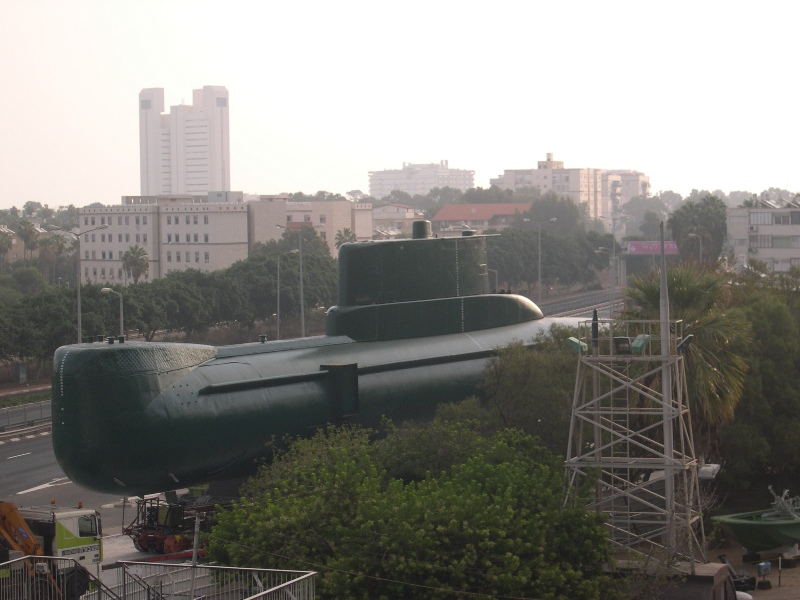
Gal von vorne
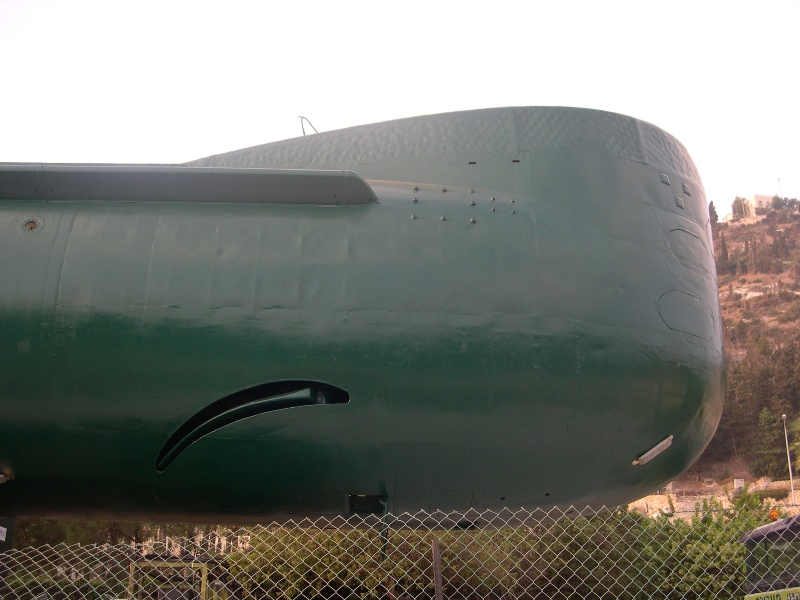
Bugdetails der Gal